# Paul Isnard
Paul Isnard est une concession minière située sur la commune de Saint-Laurent-du-Maroni en Guyane, nommée après un chercheur d'or connu dans la région.

## Histoire
Paul Isnard a découvert de l'or dans la région en 1875. La mine Paul Isnard a été initialement explorée par CMPI. Paul Isnard fait, depuis 2012, partie de la mine Montagne d'or avec trois autres mines, et est exploitée par Orea Mining Corporation, une société minière canadienne.
À l'époque pénitentiaire, de nombreux anciens prisonniers devaient purger la même durée en tant qu'hommes libres que leur peine initiale (appelée « doublement » en français) mais n'avaient pas le droit de quitter la Guyane. Beaucoup sont allés dans la forêt tropicale pour trouver de l'or. Ils travaillaient manuellement en utilisant du mercure.
À la fin du XIXe siècle, Paul Isnard et d'autres actionnaires apportèrent à la mine un énorme système de moteurs comme pièces de rechange pour les chevaux et les piétons. Cette machine est toujours là dans la jungle entre Citron et la piste d'atterrissage.[citation nécessaire]
Le mercure est devenu omniprésent et a atteint des concentrations dans le minerai plus élevées que nécessaires pour fabriquer un « amalgame » (mélange d'or et de mercure), signe d'une activité intense dans le passé. Les concentrations de minerai ont diminué à quelques grammes par métrique.[citation nécessaire]